# 大桥镇 (修水县)
大桥镇，是中华人民共和国江西省九江市修水县下辖的一个乡镇级行政单位。

## 行政区划
大桥镇下辖以下地区：
朱溪厂社区、朱溪村、礼源村、井源村、坳联村、排上村、大桥村、西塘村、墩台村、黄杨坪村、山口村、沙湾村、画桥村、墨田村、界源村、西隐村和界上村。